# Loir-et-Cher
Loir-et-Cher je francouzský departement ležící v centrální části Francie v regionu Centre-Val de Loire. Název departementu je odvozen názvu řek Loir a Cher. Hlavní město je Blois.

## Geografie

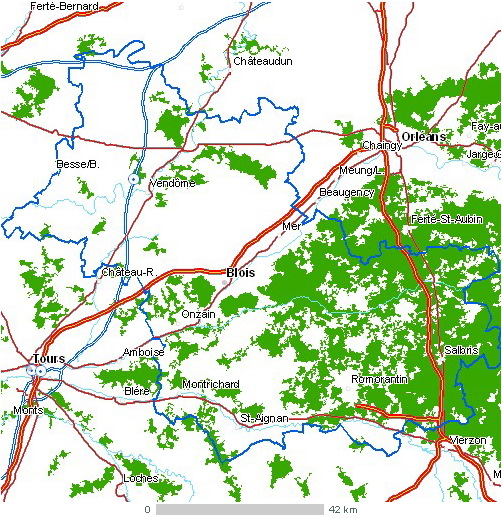
Mapa

## Nejvýznamnější města
- Blois
- Mer
- Romorantin-Lanthenay
- Vendôme

## Osobnosti spjaté s departementem Loir-et-Cher
- Ludvík XII.
- Denis Papin
- Pierre de Ronsard
- Honoré de Balzac
- Jindřich IV.
- Gracchus Babeuf